# 168-й истребительный авиационный полк
168-й истребительный авиационный ордена Суворова полк (168-й иап) — воинская часть Военно-воздушных сил (ВВС) Вооружённых Сил РККА, принимавшая участие в боевых действиях Великой Отечественной войны и в Боевых действиях в Афганистане.

## История наименований полка
За весь период своего существования полк своё наименование не менял:
- 168-й истребительный авиационный полк;
- 168-й смешанный авиационный полк;
- 168-й истребительный авиационный полк;
- 168-й истребительный авиационный ордена Суворова полк;
- Войсковая часть 29601.

## Создание полка
168-й истребительный авиационный полк формировался с 23 сентября 1940 года по 1 января 1941 года в Одесском военном округе на аэродроме г. Кировоград в составе 45-й смешанной авиационной дивизии ВВС ОдВО на самолётах И-16. В мае 1941 года перебазировался на ст. Колосовка Одесской области и вошёл в состав 21-й смешанной авиационной дивизии ВВС ОдВО.
| И-15 бис | И-153 | И-16 |

## Переформирование и расформирование полка
- В связи с сокращением состава Вооружённых сил СССР 15 июля 1991 года на аэродром базирования полка из Западной группы войск был выведен 85-й гвардейский истребительный авиационный Севастопольский Краснознамённый ордена Богдана Хмельницкого истребительный авиационный полк, который был соединён со 168-м иап и получил наименование 85-й гвардейский истребительный авиационный Севастопольский Краснознамённый ордена Богдана Хмельницкого истребительный авиационный полк.
- в январе 1992 г. полк вошёл в состав ВВС Украины;
- 85-й гвардейский истребительный авиационный Севастопольский Краснознамённый ордена Богдана Хмельницкого полк в ходе проводимой реформы был расформирован в составе ВВС Украины в октябре 2003 года.

## В действующей армии
В составе действующей армии:
- с 22 июня 1941 года по 3 октября 1941 года;
- с 29 ноября 1941 года по 5 мая 1944 года;
- с 17 октября 1944 года по 9 мая 1945 года.

## Командиры полка
- майор, подполковник Ярославцев Семён Дмитриевич[2], 23.09.1940 — 20.07.1942
- капитан, майор Пильщиков Константин Александрович[2], 20.07.1942 — 11.06.1943
- подполковник Данилов Андрей Степанович[2], 06.07.1943 — 07.11.1943
- подполковник, полковник[3] Когрушев Григорий Александрович[2], 06.12.1943 — 28.05.1946

## В составе соединений и объединений
| Период        | Фронт (округ)                                         | армия                              | корпус                                | дивизия                                      | примечание |
| ------------- | ----------------------------------------------------- | ---------------------------------- | ------------------------------------- | -------------------------------------------- | --- |
| 23.09.1940 г. | Одесский военный округ                                | ВВС округа                         |                                       | 45-я смешанная авиационная дивизия           | Кировоград, И-16 |
| 01.05.1941 г. | Одесский военный округ                                | ВВС округа                         |                                       | 21-я смешанная авиационная дивизия           | Кулевча, Аккерман (3-я аэ) и Тирасполь, Колосовка (штаб и 1 аэ), И-16                                                           |
| 22.06.1941 г. | Одесский военный округ                                | 9-я отдельная армия                | ВВС 9-й армии                         | 21-я смешанная авиационная дивизия           | Колосовка, 61 И-16 (из них 2 неисправных)                                                                                       |
| 25.06.1941 г. | Южный фронт                                           | 9-я отдельная армия                | ВВС 9-й армии                         | 21-я смешанная авиационная дивизия           | Колосовка, И-16 |
| 01.07.1941 г. | Южный фронт                                           | 18-я армия                         | ВВС 18-й армии                        | 45-я смешанная авиационная дивизия           | И-16 |
| 23.07.1941 г. | Южный фронт                                           | 18-я армия                         | ВВС 18-й армии                        | 45-я смешанная авиационная дивизия           | И-16, получил 13 И-153 |
| 07.08.1941 г. | Южный фронт                                           | 18-я армия                         | ВВС 18-й армии                        | 45-я смешанная авиационная дивизия           | все самолёты сведены в одну эскадрилью, которая оставлена в дивизии, а 1, 2 и 3 аэ выведены на отдых и доукомплектование        |
| 05.09.1941 г. | Южный фронт                                           | 18-я армия                         | ВВС 18-й армии                        | 45-я смешанная авиационная дивизия           | Переформирован по штату 015/134                                                                                                 |
| 05.09.1941 г. | Южный фронт                                           | 18-я армия                         | ВВС 18-й армии                        | 45-я смешанная авиационная дивизия           | Переформирован по штату 015/134                                                                                                 |
| 03.10.1941 г. | Южный фронт                                           | 18-я армия                         | ВВС 18-й армии                        | 45-я смешанная авиационная дивизия           | Выбыл из состава дивизии |
| 15.10.1941 г. | Московский военный округ                              | ВВС округа                         | 2-я запасная авиационная бригада      | 2-й запасной истребительный авиационный полк | прибыл на ст. Сейма Горьковской области на переформирование и переучивание на ЛаГГ-3                                            |
| 28.11.1941 г. | Московский военный округ                              | ВВС округа                         | 2-я запасная авиационная бригада      | 2-й запасной истребительный авиационный полк | переформирован по штату 015/174 и переучен на ЛаГГ-3                                                                            |
| 29.11.1941 г. | Западный фронт                                        | ВВС фронта                         |                                       | 10-я смешанная авиационная дивизия           | Приступил к боевой работе на ЛаГГ-3                                                                                             |
| 16.01.1942 г. | Западный фронт                                        | ВВС фронта                         |                                       | 60-я смешанная авиационная дивизия           | ЛаГГ-3 |
| 27.02.1942 г. | Западный фронт                                        | 16-я армия                         | ВВС 16-й армии                        |                                              | ЛаГГ-3 |
| 10.05.1942 г. | Западный фронт                                        | 16-я армия                         | ВВС 16-й армии                        |                                              | Переформирован в смешанный авиационный полк по штату 015/256 (1 эскадрилья на ЛаГГ-3, 2 аэ на У-2)                              |
| 18.02.1943 г. | Западный фронт                                        | 16-я армия                         | ВВС 16-й армии                        |                                              | Вновь переформирован в истребительный авиационный полк по штату 015/284. Одновременно во фронтовом тылу перевооружился на Як-7б |
| 20.02.1943 г. | Западный фронт                                        | 1-я воздушная армия (СССР)         |                                       | 303-я истребительная авиационная дивизия     | Як-7б |
| 30.05.1943 г. | Западный фронт                                        | 1-я воздушная армия (СССР)         |                                       | 303-я истребительная авиационная дивизия     | На аэродроме Вязовая: 2 Як-1 (1 из 20-го иап); 25 Як-7                                                                          |
| 24.04.1944 г. | 3-й Белорусский фронт                                 | 1-я воздушная армия                |                                       | 303-я истребительная авиационная дивизия     | Як-7б |
| 28.04.1944 г. | 3-й Белорусский фронт                                 | 1-я воздушная армия                |                                       |                                              | Находился в непосредственном подчинении штаба армии                                                                             |
| 15.05.1944 г. | 3-й Белорусский фронт                                 | 1-я воздушная армия                |                                       |                                              | Убыл в тыловую полосу фронта без матчасти на доукомплектование и переучивание                                                   |
| 20.05.1944 г. | Резерв Ставки ВГК                                     |                                    |                                       | 130-я истребительная авиационная дивизия     | Старая Торопа, переформирован по штату 015/364 и приступил к переучиванию на Як-9Л                                              |
| 13.06.1944 г. | Резерв Ставки ВГК                                     |                                    |                                       | 130-я истребительная авиационная дивизия     | Химки, получил именные Як-9Л |
| 01.08.1944 г. | Московский военный округ                              | ВВС округа                         |                                       | 130-я истребительная авиационная дивизия     | Старая Торопа, Як-9Л |
| 17.10.1944 г. | 3-й Белорусский фронт                                 | 1-я воздушная армия                |                                       | 130-я истребительная авиационная дивизия     | Як-9Л |
| 09.05.1945 г. | 3-й Белорусский фронт                                 | 1-я воздушная армия                |                                       | 130-я истребительная авиационная дивизия     | Исключён из действующей армии                                                                                                   |
| 09.07.1945 г. | Особый военный округ                                  | 15-я воздушная армия               |                                       | 130-я истребительная авиационная дивизия     | Як-9 Л (Д, Б) |
| 30.12.1945 г. | Особый военный округ                                  | 15-я воздушная армия               |                                       |                                              | Як-9 Л (Д, Б) |
| 14.01.1946 г. | Особый военный округ                                  | 15-я воздушная армия               |                                       |                                              | переформирован по штату 15/546 за счёт расформированного 409-го иап, Як-9 Л (Д, Б)                                              |
| 15.01.1946 г. | Северная группа войск                                 | 4-я воздушная армия                | 8-й истребительный авиационный корпус | 269-я истребительная авиационная дивизия     | Як-9 Л (Д, Б) |
| 01.03.1948 г. | Северная группа войск                                 | 4-я воздушная армия                |                                       | 269-я истребительная авиационная дивизия     | Як-9 Л (Д, Б) |
| 20.02.1949 г. | Северная группа войск                                 | 37-я воздушная армия               |                                       | 131-я истребительная авиационная дивизия     | Як-9 Л (Д, Б) |
| 01.10.1949 г. | Группа советских войск в Германии                     | 24-я воздушная армия               |                                       | 131-я истребительная авиационная дивизия     | Як-9 Л (Д, Б) |
| 01.10.1951 г. | Прикарпатский военный округ                           | 57-я воздушная армия               |                                       | 131-я истребительная авиационная дивизия     | МиГ-15 |
| 01.01.1954 г. | Прикарпатский военный округ                           | 57-я воздушная армия               |                                       | 131-я истребительная авиационная дивизия     | МиГ-17 |
| 04.04.1968 г. | Прикарпатский военный округ                           | 14-я воздушная армия               |                                       | 131-я истребительная авиационная дивизия     | МиГ-19 |
| 20.08.1968 г. | Прикарпатский военный округ                           | 14-я воздушная армия               |                                       |                                              | МиГ-19, дивизия перебазировалась в Чехословакию, полк вошёл в подчинение армии                                                  |
| 01.04.1980 г. | Прикарпатский военный округ                           | ВВС Прикарпатского военного округа |                                       |                                              | МиГ-23 |
| 01.08.1980 г. | Киевский военный округ                                | 24-я воздушная армия ВГК           |                                       | 138-я истребительная авиационная дивизия     | МиГ-23 |
| 01.08.1987 г. | Ограниченный контингент советских войск в Афганистане | 40-я армия                         | 34-й смешанный авиационный корпус     |                                              | МиГ-23, Баграм, Шинданд |
| 01.09.1988 г. | Киевский военный округ                                | 24-я воздушная армия ВГК           |                                       | 138-я истребительная авиационная дивизия     | МиГ-23 |
| 15.07.1991 г. | Киевский военный округ                                | 24-я воздушная армия ВГК           |                                       | 138-я истребительная авиационная дивизия     | МиГ-23, объединён с 85-м гв. иап                                                                                                |

## Участие в операциях и битвах
- Приграничные сражения в Молдавии[4] — с 22 июня 1941 года по 29 июня 1941 года.
- Донбасская операция — с 29 сентября 1941 года по 4 ноября 1941 года.
- Калужская наступательная операция — с 25 декабря 1941 года по 5 января 1942 года.
- Ржевско-Вяземская операция — с 8 января 1942 года по 27 января 1942 года.
- Ржевская битва — с 27 февраля 1942 года по 18 февраля 1943 года.
- Ржевско-Вяземская наступательная операция — со 2 марта 1943 года по 31 марта 1943 года
- Курская битва:
  - Болховско-Орловская наступательная операция — с 12 июля 1943 года по 18 августа 1943 года
- Смоленская стратегическая наступательная операция (Операция «Суворов») — с 7 августа 1943 года по 2 октября 1943 года
  - Спас-Деменская наступательная операция — с 07 августа 1943 года по 20 августа 1943 года
  - Ельнинско-Дорогобужская наступательная операция — с 28 августа 1943 года по 6 сентября 1943 года
  - Смоленско-Рославльская наступательная операция — с 15 сентября 1943 года по 02 октября 1943 года
- Оршанская наступательная операция — 12 октября 1943 года по 2 декабря 1943 года
  - Витебская операция — с 23 декабря 1943 года по 6 января 1944 года
  - Богушевская операция — с 8 января 1944 года по 24 января 1944 года
  - Витебская операция — с 3 февраля 1944 года по 16 февраля 1944 года
  - Частная операция на Оршанском направлении — с 22 февраля 1944 года по 25 февраля 1944 года
  - Витебская операция — с 29 февраля 1944 года по 5 марта 1944 года
  - Оршанская операция — с 5 марта 1944 года по 9 марта 1944 года
  - Богушевская операция — с 21 марта 1944 года по 29 марта 1944 года
- Прибалтийская операция
  - Мемельская наступательная операция[5] — с 17 октября 1944 года по 24 ноября 1944 года
- Гумбиннен-Гольдапская операция[4] — с 17 октября 1944 года по 30 октября 1944 года
- Восточно-Прусская операция
  - Инстербургско-Кёнигсбергская операция[4] — с 13 января 1945 года по 27 января 1945 года
  - Растенбургско-Хейльсбергская наступательная операция[4] — с 27 января 1945 года по 12 марта 1945 года
  - Земландская наступательная операция[4] — с 13 апреля 1945 года по 25 апреля 1945 года
  - Штурм Кёнигсберга[4] — с 6 апреля 1945 года по 9 апреля 1945 года
- Браунсбергская наступательная операция[4] — с 13 марта 1945 года по 22 марта 1945 года

## Первая победа полка в воздушном бою
Первая известная воздушная победа полка в Отечественной войне одержана 24 июня 1941 года: звеном И-16 (ведущий старший лейтенант Плясунов Г. К.) в воздушном бою в районе Днестровского лимана сбито два немецких бомбардировщика Ju-87.

## Именные самолёты «Москва»

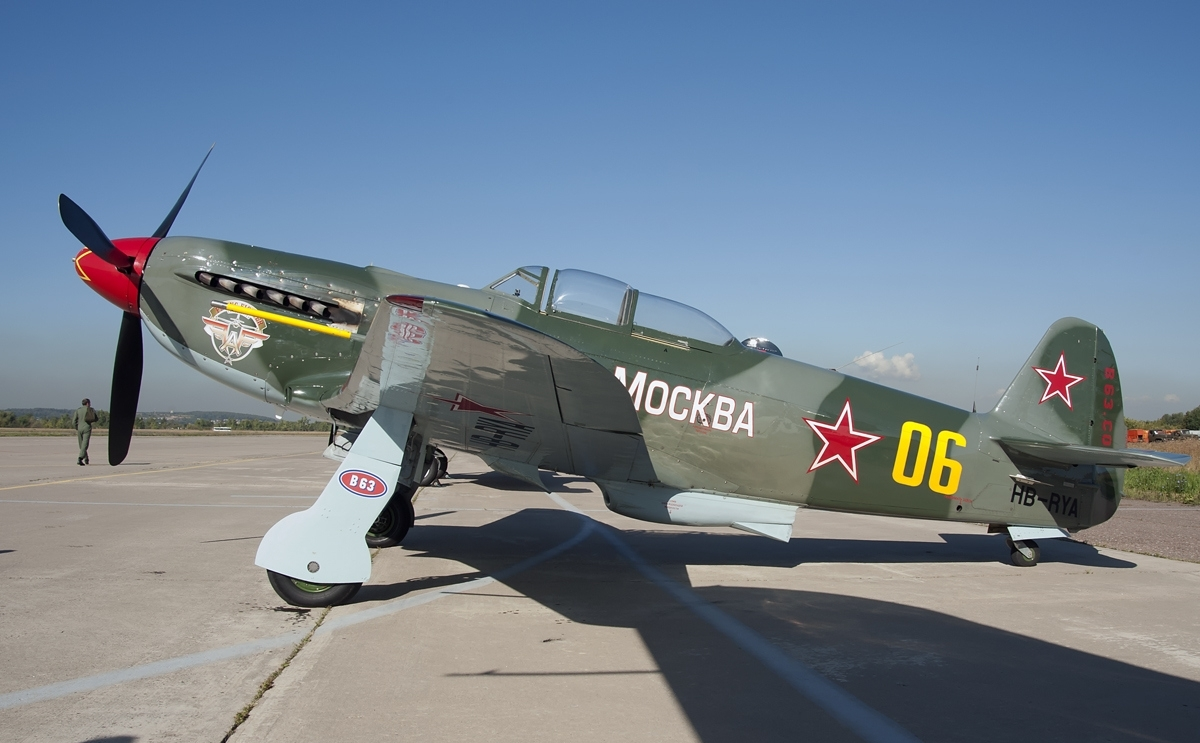
Реплика именного Як-9 «Москва»

Полк с 20 мая 1944 года на аэродроме Старая Торопа переформирован по штату 015/364 и переучился на истребители-бомбардировщики Як-9Л («люковый», Як-9Б). Переучивание закончил 1 октября 1944 года. Полк 13 июня получил 34 самолёта Як-9Л. На борту самолёты несли имя «Москва». Вручение самолётов произошло на лётном поле завода № 301 в Химках: среди московских делегатов были секретарь парткома завода имени Сталина Кузнецов, ответственный секретарь Моссовета Майоров, один из первых Героев Советского Союза Иван Васильевич Доронин. Со стороны полка самолёты принимали командир 130-й истребительной авиационной дивизии Герой Советского Союза полковник Ф. И. Шинкаренко и командир полка подполковник Когрушев, в которую вошёл полк и которая была сформирована для боевого испытания нового самолёта: истребителя-бомбардировщика Як-9Л (Як-9Б). 17 октября 1944 года полк приступил к боевой работе в составе дивизии в 1-й воздушной армии 3-го Белорусского фронта на самолётах Як-9Л.

## Награды
168-й истребительный авиационный полк за образцовое выполнение боевых заданий командования в боях с немецкими захватчиками при овладении городами Тапиау, Алленбург, Ноденбург, Летцен и проявленные при этом доблесть и мужество награждён Указом Президиума Верховного Совета СССР от 19 февраля 1945 года орденом «Суворова III степени».

## Благодарности Верховного Главнокомандующего
За проявленные образцы мужества и героизма Верховным Главнокомандующим в составе 330-й дивизии полку объявлена благодарность за овладение городом Смоленск.
За проявленные образцы мужества и героизма Верховным Главнокомандующим в составе 130-й дивизии объявлены благодарности:
За проявленные образцы мужества и героизма Верховным Главнокомандующим в составе 130-й дивизии объявлены благодарности:
- За отличие в боях при прорыве долговременной, глубоко эшелонированной обороны немцев в Восточной Пруссии и овладении штурмом укрепленными городами Пилькаллен, Рагнит и сильными опорными пунктами обороны немцев Шилленен, Лазденен, Куссен, Науйенингкен, Ленгветен, Краупишкен, Бракупенен, а также занятии с боями более 600 других населенных пунктов[7].
- За отличие в боях при овладении городами Восточной Пруссии Тильзит, Гросс-Скайсгиррен, Ауловенен, Жиллен и Каукемен — важными узлами коммуникаций и сильными опорными пунктами обороны немцев на кенигсбергском направлении[8].
- За отличие в боях при овладении городом Инстербург — важным узлом коммуникаций и мощным укрепленным районом обороны немцев на путях к Кенигсбергу[9].
- За отличие в боях при овладении городами Восточной Пруссии Тапиау, Алленбург, Норденбург и Летцен — мощными опорными пунктами долговременной оборонительной полосы немцев, прикрывающей центральные районы Восточной Пруссии[10].
- За отличие в боях при овладении штурмом городами Хайльсберг и Фридланд — важными узлами коммуникаций и сильными опорными пунктами обороны немцев в центральных районах Восточной Пруссии[11]
- За отличие в боях при овладении штурмом городами Вормдит и Мельзак — важными узлами коммуникаций и сильными опорными пунктами обороны немцев[12].
- За отличие в боях при овладении городом Хайлигенбайль — последним опорным пунктом обороны немцев на побережье залива Фриш-Гаф, юго-западнее Кёнигсберга[13].
- За отличие в боях при разгроме и завершении ликвидации окруженной восточно-прусской группы немецких войск юго-западнее Кёнигсберга[14].
- За отличие в боях при овладении последним опорным пунктом обороны немцев на Земландском полуострове городом и крепостью Пиллау — крупным портом и военно-морской базой немцев на Балтийском море[15].

## Отличившиеся воины
- Артамонов Алексей Алексеевич, лейтенант, младший лётчик 168-го истребительного авиационного полка 45-й смешанной авиационной дивизии Военно-воздушных сил 18-й армии Южного фронта Указом Президиума Верховного Совета СССР от 27 марта 1942 года удостоен звания Герой Советского Союза. Посмертно.

## Лётчики-асы полка
| Фамилия, имя отчество              | Награды | Сбито самолётов (+ в группе) | Примечание |
| ---------------------------------- | ------- | ---------------------------- | --- |
| Ануфриев Митрофан Алексеевич       |         | 6 + 1                        | Лётчик полка: март 1942—1943. Боевых вылетов: около 500. Умер 7 июля 2002 г. |
| Астахов Иван Михайлович            |         | 12 + 7 (12 + 3)              | Лётчик полка: июнь 1941 — дек. 1942. Боевых вылетов: 283; воздушных боев: 63 Погиб 3 марта 1944 г. Сбит в воздушном бою.                                                              |
| Головачёв Павел Яковлевич          |         | 30 + 0                       | Лётчик полка: июнь — сент. 1941. Боевых вылетов: 457; воздушных боев: 125. Умер 2 июля 1972 г. Один самолёт противника сбит таранным ударом                                           |
| Грачёв Иван Михайлович             |         | 5 + 0                        | Лётчик полка: авг. 1941 — сент. 1943. Погиб в 1958 г. Разбился в авиационной катастрофе.                                                                                              |
| Гришин Алексей Никонович           |         | 13 + 2                       | Лётчик полка: июнь 1941 — авг. 1942. Боевых вылетов: 378; воздушных боев: 49. Умер 22 августа 1974 г.                                                                                 |
| Заморин Иван Александрович         |         | 6 + 13                       | Лётчик полка: июнь 1941 — июнь 1942. Боевых вылетов: 278 |
| Пильщиков Константин Александрович |         | 7 + 4                        | Лётчик полка: июнь 1941 — июль 1943. Боевых вылетов: 240. В декабре 1944 г. сбит огнём с земли, попал в плен. Освобождён американскими войсками в апреле 1945 г. Умер 1 марта 1998 г. |
| Свитченок Николай Фомич            |         | 7 + 2                        | Лётчик полка: июнь 1943. Боевых вылетов: 278; воздушных боев: 20 |
| Серёгин Василий Георгиевич         |         | 15 + 6                       | Лётчик полка: июнь 1941 — сент. 1942. Боевых вылетов: 350; воздушных боев: 48. Умер в 1996 г.                                                                                         |
| Соколов Василий Васильевич         |         | 12 + 0                       | Лётчик полка: июль — окт. 1941. Боевых вылетов: 129; воздушных боев: 34. Пропал без вести 31 мая 1944 г. Не вернулся с боевого задания.                                               |

## Итоги боевой деятельности полка
Всего за годы Великой Отечественной войны полком:
| Выполнено боевых вылетов | Сбито самолётов в воздухе | Уничтожено самолётов всего |
| ------------------------ | ------------------------- | -------------------------- |
| 12080                    | 114                       | 151                        |

Свои потери:
| Потеряно самолётов, всего | Погибло лётчиков всего |
| ------------------------- | ---------------------- |
| 163                       | 69 / 3                 |

## Самолёты на вооружении
| Период      | Самолёты           |
| ----------- | ------------------ |
| 1940 — 1941 | И-16               |
| 1941 — 1941 | И-153              |
| 1941 — 1943 | ЛаГГ-3             |
| 1943 — 1944 | Як-7б              |
| 1944 — 1951 | Як-9 Л (Д, Б)      |
| 1951 — 1954 | МиГ-15             |
| 1954 — 1957 | МиГ-17             |
| 1957 — 1972 | МиГ-19             |
| 1972 — 1991 | МиГ-23 М (МЛ, МЛД) |

## Базирование
| Период               | Аэродромы                                  |
| -------------------- | ------------------------------------------ |
| 05.1945 — 30.12.1945 | Инстербург (Черняховск), Восточная Пруссия |
| 01.1946 — 10.1949    | Пила, Польша                               |
| 10.1949 — 10.1951    | Гроссенхайн, Германия                      |
| 10.1951 — 12.1951    | Стрый, Львовская область                   |
| 12.1951 — 1968       | Жовтневое, Волынская область               |
| 1968 — 08.1987       | Староконстантинов, Хмельницкая область     |
| 08.1987 — 09.1988    | Баграм, Шинданд, Афганистан                |
| 09.1988 — 07.1991    | Староконстантинов, Хмельницкая область     |